# هراوة (زمران)
هراوة هي إحدى مشيخات المملكة المغربية، تتبع جغرافيا لإقليم قلعة السراغنة وإداريًا لزمران. يقدر عدد سكانها بـ 6539 نسمة حسب الإحصاء الرسمي للسكان والسكنى لسنة 2004.